# HotNewHipHop
HotNewHipHop (HNHH) — нью-йоркский интернет-журнал, освещающий разнообразные аспекты хип-хоп-культуры. HotNewHipHop включает в себя хип-хоп и R&B музыку, спортивные и модные новости и обзоры. Сайт был основан Saro D и DJ Rockstar, а нынешний главный редактор – Роза Лайла. Сайт посещают более пяти миллионов пользователей ежемесячно.

## Предыстория
HotNewHipHop создаёт викторины, основанные на актуальных музыкальных тенденциях для увеличения взаимодействия со своими пользователями. В 2015 году 36,38% его трафика приходило из Facebook, а 34,54% - из Твиттера. Он также включает в себя новости о новых синглах, микстейпах исполнителей и различные музыкальные клипы.
По словам Алекса Чичимарро из Complex и Инсанула Ахмеда, «HotNewHipHop продвигает новых рэперов в индустрии, насколько это возможно. Если вам интересно, кто станет фрешменом, то HotNewHipHop для вас».

## Рецензии альбомов
Интернет-медиа-компания также занимается обзором хип-хоп-альбомов. Она реализует пятизвездочную систему обзора, которая оценивает его от хорошего к плохому. Альбомы ранжируются от самых горячих до самых холодных.
| Уровень рейтинга | Название рейтинга |
| ---------------- | ----------------- |
| 5                | VERY HOTTTTT      |
| 4                | HOTTTTT           |
| 3                | MEH               |
| 2                | NOT FEELING IT    |
| 1                | MAKE IT STOP      |